# Ibrahim Shahda
Ibrahim Shahda, né le 2 octobre 1929 à Al-Azizya, mort le 28 août 1991 à Aix-en-Provence, est un peintre figuratif français d'origine égyptienne.

## Biographie
Né en Égypte, Ibrahim Shahda entre en 1947 à l'École des Beaux-Arts du Caire. Il y travaille avec le professeur français Pierre Beppi-Martin. En 1955, trois ans après avoir terminé ses études, il remporte un prix et organise sa première exposition. À la fin de la même année, il décide de partir pour Paris où il s'inscrit comme élève libre à l'École des beaux-arts. Il s'établit ensuite dans le Sud de la France, à Carpentras, tout en effectuant de nombreux séjours dans la capitale.
Une première exposition personnelle a lieu en 1958 à la galerie Arlette Chabaud à Avignon. Il remporte le prix de peinture du Festival d'Avignon avec La Femme en noir, aujourd'hui conservé au musée Calvet. Il obtient également la même année le prix de peinture de la Ville d'Aix-en-Provence. Une deuxième exposition, commune avec son ami Paul Surtel est organisée à Carpentras (Chapelle du Collège) en 1960.
En 1962, insatisfait, en plein doute, Ibrahim Shahda choisit de retourner à Paris où il travaille dans la solitude. En 1963, il visite l'Italie, puis la Bretagne. En 1966, il retourne vivre en Provence mais passe plusieurs étés en Bretagne.
La décennie suivante, Ibrahim Shahda visite la Belgique, les Pays-Bas, l'Espagne et l'Italie, et expose à Paris (Centre culturel d'Égypte), à Avignon (Galerie Ducastel), à Carpentras (Hôtel de ville) et à Marseille. Chaque voyage est l'occasion de visiter les grands musées et d'admirer les chefs-d'œuvre des grands maîtres.
En 1975, il connait de sérieux soucis de santé et est hospitalisé à Avignon. Il continue de peindre, mais se sent menacé : « Il faut arracher l'œuvre au temps. ». Il connaît une rémission, et réalise des portraits - dont ceux d'amis artistes comme le peintre Michel Bonnaud ou l'écrivain Pierre Autin-Grenier - et des autoportraits à l'huile et au pastel.
Deux expositions sont organisées à Carpentras en 1981 et 1984. Sa santé se détériore à nouveau en 1985, mais, malgré la fatigue et la lourdeur du traitement, il peint des huiles, des pastels, natures mortes, autoportraits et paysages.
Ibrahim Shahda meurt pendant l'été 1991 à l'hôpital d'Aix-en-Provence.
Sa veuve, Anita, organise de nombreuses expositions posthumes, à Paris, dans plusieurs villes de Provence, ainsi qu'à Montpellier et Ajaccio. Elle travaille de nombreuses années sur une monographie qui voit le jour en 2014 ,.

## Style et influences
L'art d'Ibrahim Shahda, quoique hautement personnel, est influencé par Frans Hals, Rembrandt, Antoine Van Dyck, Goya, Velazquez, Titien et Tintoret, ainsi que par Vincent Van Gogh, Paul Cézanne, Amedeo Modigliani et Chaïm Soutine. Il est, tout comme Zoran Mušič et Francis Bacon, l'un des grands peintres de la seconde moitié du XXe siècle qui reste à l'écart des courants et de l'art abstrait.[réf. nécessaire]
Des artistes comme les peintres Lucie Geffré et Ronan Barrot et le sculpteur Marc Petit reconnaissent l'influence ou la proximité de l'œuvre de Shahda avec leur propre travail.

## Collections publiques
Le musée Calvet d'Avignon possède deux toiles de Shahda, La Femme en noir de 1958 et un Autoportrait de la fin des années 1970.
Son œuvre est également présente dans les collections de l'Abbaye d'Auberive et du Musée Comtadin-Duplessis à Carpentras.

## Expositions personnelles
- 1958 : Galerie Arlette Chabaud, Avignon
- 1960 : Chapelle du collège, Carpentras (exposition avec Paul Surtel)
- 1964 : Musée lapidaire, Carpentras
- 1966 : Galerie Ducastel, Avignon
- 1967 : Musée lapidaire, Carpentras
- 1969 : Centre culturel d'Égypte, Paris
- 1971 : Galerie Ducastel, Avignon
- 1971 : Galerie Lucy Krohg, Paris
- 1972 : Hôtel de Ville, Carpentras
- 1974 : Galerie Ducastel, Avignon
- 1974 : National Fair Club, Marseille
- 1975 : Galerie Ducastel, Avignon
- 1981 : Musée Duplessis et chapelle du Collège, Carpentras
- 1984 : La Charité, Carpentras
- 1993 : Chapelle du collège, Carpentras
- 1994 : Musée Municipal, Alès
- 1995 : Château de Malijay, Jonquières
- 1998 : Galerie Doudou Bayol, Saint-Rémy-de-Provence
- 1998 : Ferme des Arts, Vaison-la-Romaine
- 1998 : Centre culturel d'Égypte, Paris
- 1999 : Espace Saint-Louis, Avignon
- 2000 : Chapelle Notre-Dame du Groseau, Malaucène
- 2003 : Galerie Artset, Limoges
- 2006 : Chapelle du collège, Carpentras
- 2009 : Galerie Polad-Hardouin, Paris
- 2011 : Galerie Anna-Tschopp, Marseille
- 2011 : Galerie Ardital, Aix-en-Provence
- 2012 : Galerie de l'Écusson, Montpellier
- 2013 : Lazaret Ollandini, Musée Marc-Petit, Ajaccio
- 2014 : Imprimerie Rimbaud, Cavaillon, à l'occasion de la sortie de la monographie

## Publications
- Revue Rencontres, n° 124, 1984
- Revue Azart[4], n° 17, 2005
- Ibrahim Shahda, La Rinascita, catalogue de l'exposition à la galerie Polad-Hardouin[5], 2009
- Ibrahim Shahda, chronique d'une survie, dans la revue Vernissages, n° 5, 2009
- Shahda,  monographie, par Anita Shahda, 2014

Illustrations
- Pierre Autin-Grenier, Élodie Cordou, une présence, Éditions du Chemin de fer, 2015 ; accompagné de peintures d'Ibrahim Shahda[6]  (ISBN 978-2-916130-73-6)